# Rabo de Peixe (série de televisão)
Rabo de Peixe é uma série de televisão via streaming de origem portuguesa, dos géneros thriller e drama baseada em factos reais criada por Augusto Fraga para a plataforma Netflix. A série segue um jovem pescador e os seus amigos que encontram um barco cheio de cocaína na costa da vila nos Açores de Rabo de Peixe, na Ilha de São Miguel. Eles decidem vender a droga, mas logo enfrentam a ira do traficante que a possui, a polícia que está atrás dela e uma série de eventos imprevisíveis que colocam as suas vidas em risco. A série apresenta José Condessa, Helena Caldeira, André Leitão, Rodrigo Tomás, Maria João Bastos e Albano Jerónimo no elenco principal.
A série, que é a segunda série original portuguesa da Netflix, estreou a 26 de maio de 2023, composta por 7 episódios. Chegou a ficar em 10º lugar no top mundial de visualizações da Netflix a 29 de maio, em 7º a 30 de maio, e em 6º a 1 de junho, estando no Top 10 de 33 países.
A 15 de junho de 2023, a série foi renovada para uma segunda temporada.

## Sinopse
A história passa-se na freguesia açoriana de Rabo de Peixe, quando uma tonelada de cocaína dá à costa, mudando por completo a vida dos seus habitantes. Eduardo, um jovem pescador, e os seus amigos começam a vender a cocaína. Mas, uma tonelada de cocaína não passa despercebida e os nossos protagonistas irão enfrentar os donos desta droga, a polícia e uma série de personagens imprevisíveis numa aventura perigosa e sem retorno.
| Temporada | Temporada | Episódios | Episódios | Originalmente exibido | Originalmente exibido |
| Temporada | Temporada | Episódios | Episódios | Estreia da temporada  | Final da temporada    |
| --------- | --------- | --------- | --------- | --------------------- | --------------------- |
|           | 1         | 7         | 7         | 26 de maio de 2023    | 26 de maio de 2023    |

## Elenco

### Elenco principal[6]
| Ator/Atriz        | Personagem         | Temporada | Temporada | Temporada | Temporada |
| Ator/Atriz        | Personagem         | 1         |           |           |           |
| ----------------- | ------------------ | --------- | --------- | --------- | --------- |
| José Condessa     | Eduardo Melo       | Principal | Principal | Principal | Principal |
| Helena Caldeira   | Sílvia Arruda      | Principal | Principal | Principal | Principal |
| André Leitão      | Carlos «Carlinhos» | Principal | Principal | Principal | Principal |
| Rodrigo Tomás     | Rafael Medeiros    | Principal | Principal | Principal | Principal |
| Maria João Bastos | Inspetora Frias    | Principal | Principal | Principal | Principal |
| Albano Jerónimo   | Arruda             | Principal | Principal | Principal | Principal |

### Elenco recorrente
| Ator/Atriz            | Personagem       | Temporada  | Temporada  | Temporada  | Temporada  |
| Ator/Atriz            | Personagem       | 1          |            |            |            |
| --------------------- | ---------------- | ---------- | ---------- | ---------- | ---------- |
| Afonso Pimentel       | Ian              | Recorrente | Recorrente | Recorrente | Recorrente |
| Kelly Bailey          | Bruna            | Recorrente | Recorrente | Recorrente | Recorrente |
| Pêpê Rapazote         | Uncle Joe        | Recorrente | Recorrente | Recorrente | Recorrente |
| Francesco Acquaroli   | Monti            | Recorrente | Recorrente | Recorrente | Recorrente |
| Adriano Carvalho      | Jeremias Melo    | Recorrente | Recorrente | Recorrente | Recorrente |
| Marcantonio Del Carlo | Francesco Bonino | Recorrente | Recorrente | Recorrente | Recorrente |

### Elenco adicional
| Ator/Atriz            | Personagem          | Temporada | Temporada | Temporada | Temporada |
| Ator/Atriz            | Personagem          | 1         |           |           |           |
| --------------------- | ------------------- | --------- | --------- | --------- | --------- |
| Dinarte de Freitas    | José «Zé do Frango» | Adicional | Adicional | Adicional | Adicional |
| Salvador Martinha     | Inspetor Francisco  | Adicional | Adicional | Adicional | Adicional |
| João Pedro Vaz        | Banha               | Adicional | Adicional | Adicional | Adicional |
| Luísa Cruz            | Valentina           | Adicional | Adicional | Adicional | Adicional |
| David Medeiros        | Lavrador            | Adicional | Adicional | Adicional | Adicional |
| Miguel Damião         | Padre António       | Adicional | Adicional | Adicional | Adicional |
| Benedita Pereira      | Elvira Dutra        | Adicional | Adicional | Adicional | Adicional |
| Romeu Bairos          | Sandro G            | Adicional | Adicional | Adicional | Adicional |
| Rafael Morais         | Morcela             | Adicional | Adicional | Adicional | Adicional |
| José Medeiros         | Recluso             | Adicional | Adicional | Adicional | Adicional |
| Daniela Ruah          | Fátima              | Adicional | Adicional | Adicional | Adicional |
| Tomás Furtado de Melo | Polícia #1          | Adicional | Adicional | Adicional | Adicional |
| Keven Santos          | Polícia #2          | Adicional | Adicional | Adicional | Adicional |
| Luís Henrique Matos   | Marcelino           | Adicional | Adicional | Adicional | Adicional |
| Frederico Amaral      | Ferrugem            | Adicional | Adicional | Adicional | Adicional |
| Maria João Falcão     | Gisela              | Adicional | Adicional | Adicional | Adicional |
| Ana Lopes             | Repórter            | Adicional | Adicional | Adicional | Adicional |
| Nelson Cabral         | Empregado do Hotel  | Adicional | Adicional | Adicional | Adicional |
| Fiumani               | Gianluca            | Adicional | Adicional | Adicional | Adicional |

## Episódios

### 1.ª temporada (2023)
| N.º na série | N.º na temp. | Título                       | Dirigido por  | Escrito por                                | Exibição original  |
| --- | ------------ | ---------------------------- | ------------- | ------------------------------------------ | ------------------ |
| 1 | 1            | "Tempestade"                 | Augusto Fraga | Augusto Fraga, Hugo Gonçalves e João Tordo | 26 de maio de 2023 |
| As vidas de Eduardo, Sílvia, Rafael e Carlinhos sofrem uma mudança inevitável quando milhares de quilos de cocaína dão à costa perto da sua pequena aldeia.  |              |                              |               |                                            |                    |
| 2 | 2            | "Lei da oferta e da procura" | Augusto Fraga | Augusto Fraga, Hugo Gonçalves e João Tordo | 26 de maio de 2023 |
| Eduardo e os amigos dão início ao seu negócio com a cocaína que deu à costa, mas a chegada da inspetora Frias à aldeia perturba a sua aventura.              |              |                              |               |                                            |                    |
| 3 | 3            | "Terra treme"                | Augusto Fraga | Augusto Fraga, Hugo Gonçalves e João Tordo | 26 de maio de 2023 |
| Um terramoto abala a vida na aldeia, mas é Monti, um barão da droga, quem vira tudo do avesso enquanto tenta recuperar a cocaína que perdeu.                 |              |                              |               |                                            |                    |
| 4 | 4            | "Pela boca morre o peixe"    | Augusto Fraga | Augusto Fraga, Hugo Gonçalves e João Tordo | 26 de maio de 2023 |
| O negócio começa finalmente a ter sucesso. A corrida entre Frias e Monti para encontrar a droga é renhida, mas um incidente coloca outro adversário em jogo. |              |                              |               |                                            |                    |
| 5 | 5            | "Ninguém foge de uma ilha"   | Augusto Fraga | Augusto Fraga, Hugo Gonçalves e João Tordo | 26 de maio de 2023 |
| Eduardo e Rafael desaparecem. Relutante, Sílvia vai viver com o pai, que recebe um pedido de ajuda de Ian e Bruna quando estes são ameaçados.                |              |                              |               |                                            |                    |
| 6 | 6            | "O canto do cisne"           | Augusto Fraga | Augusto Fraga, Hugo Gonçalves e João Tordo | 26 de maio de 2023 |
| Os amigos encontram refúgio no esconderijo de Joe enquanto lidam com uma perda devastadora, mas não conseguem fugir das suas desgraças.                      |              |                              |               |                                            |                    |
| 7 | 7            | "Isto não é a América"       | Augusto Fraga | Augusto Fraga, Hugo Gonçalves e João Tordo | 26 de maio de 2023 |
| Quando Joe traça o derradeiro plano para vender a droga e fugir para a América, os amigos desentendem-se e a ambição de Eduardo é posta em causa.            |              |                              |               |                                            |                    |

## Críticas
Rabo de Peixe tem uma apresentação, um aparato, uma solidez global e ambições bastante acima da média nacional, sendo o espelho de uma camada social mergulhada na pobreza. A aclamação da droga e o uso excessivo de palavrões, foi algo que chocou alguns dos espectadores, assim como (de uma maneira positiva), a beleza inegável dos Açores e a captação na perfeição a simplicidade das casas tradicionais portuguesas, revestidas de azulejos. O principal aspeto negativo, feito de forma unânime pelo público e pelos críticos, é a não existência de um critério bem definido para a forma como as personagens locais falam. «Se algumas se expressam sem sombra de sotaque, noutras (caso da de Albano Jerónimo), o sotaque tanto lá está “em fundo”, como se esbate e desaparece, e noutras ainda, quase todas secundárias ou que têm participações fugazes, ele está presente e é cerradinho. Em Rabo de Peixe não há homogeneidade de linguagem, ela é “flutuante”, na melhor das hipóteses», conclui um dos críticos de televisão.

## História verídica
Rabo de Peixe (Turn of the Tide em inglês) é vagamente baseado numa história verídica. Em 2001, uma grande quantidade de cocaína deu à costa em Rabo de Peixe. Muitos habitantes da vila decidiram experimentar a droga. Como não estavam muito habituados e a cocaína era muito pura, um número significativo de pessoas acabou por ir parar ao hospital com uma overdose, tendo alguns até morrido. Outros ainda vendiam o produto a 25 euros por cada copo de cerveja cheio. Infelizmente, o caso deixou a sua marca; muitos habitantes de Rabo de Peixe continuam viciados.